# 青岛日本海军司令部大楼
36°03′44.5″N 120°18′48″E / 36.062361°N 120.31333°E
青岛日本海军司令部大楼，原址位于中国山东省青岛市市南区太平路37号，为抗战时期驻青岛日本海军于1939年所建，抗战结束后曾为美国海军第七舰队司令部、中共青岛市委办公楼，1993年拆除。

## 历史
太平路、中山路、兰山路与河南路合围地块最初为1901年建成的胶海关验货仓库所在地，主要有北侧与西侧两座仓库，其北侧街对面即为胶海关早期办公楼与职员公寓。1939年，包括北侧的仓库在内的部分建筑被拆除，原址新建日本海军司令部大楼。1945年10月，美国海军陆战队第六师进驻青岛，将该楼改为该师司令部。1946年，美国海军第七舰队司令部移驻青岛，该楼改为第七舰队（1947年曾改名为西太平洋舰队）司令部。1949年1月9日，美国驻青岛总领事馆自沂水路原馆址迁至此处。同年解放军发动青即战役后，驻青美国海军于5月撤离。6月2日青岛解放后，美国驻青岛总领事馆于10月15日关闭。该楼后改为中共青岛市委机关办公楼，为市委书记办公地。1983至1985年，该楼西侧遗留的原胶海关验货仓库被拆除，新建一座6层办公楼。1992年，青岛市级机关东迁，青岛市委迁出该楼，将办公楼卖出，用于招商引资。1993年，该楼与北侧街对面同时期建设的水交社旧址（拆除前同为青岛市委办公楼）等建筑一并被爆破拆除。该楼原址闲置数年后改为街心花园至今。

## 建筑特色
青岛日本海军司令部大楼濒临青岛湾，位于栈桥西侧，位置极为优越。建筑平面呈不规则的矩形，东西向展开，建筑体钢筋混凝土结构，主体高二层。正立面东西两端略向外凸出，主入口位于南侧中央，设有一外挑门廊。因一楼地面标高与道路相差约3米，主入口与街道之间铺有弧形坡道。主入口上方楼顶设有一舰桥状塔楼。窗户均为矩形，外立面无复杂装饰。主入口内为门厅，办公房间分置于门厅两侧，以单面走廊与北侧的暖廊相连通。建筑室外绿化较为讲究，种植有成组的树木，并以石块点缀，为建筑增添生气。
建筑整体为当时在日本国内流行的“国际风格”，给人以简洁明了的观感，为青岛第二次日占时期所建规模较大的建筑之一。该楼因其形似军舰的外观，及灰蓝色的涂装，被20世纪青岛市民称为“军舰楼”、“灰大楼”、“灰楼”。

## 图集
- 大楼全貌
- 大楼东南侧视角，后侧可见水交社旧址，1945年后
- 大楼东侧，右侧可见胶海关公寓与水交社旧址，约1946年
- 大楼后侧，1958年